# 饒學曙
饶学曙（1720年—1770年），字霁南，号筠圃，江西省广昌县甘竹人。清朝官员。
事继母如生母。乾隆十二年（1747）中举。乾隆十六年（1751年），中進士一甲第二名（榜眼），历任翰林院编修，左中允、右中允，又官侍讲，武英殿通考馆、功臣馆、礼器馆纂修。官至詹事府左春坊中允。曾重修江西会馆。著有《研露斋集》、《使滇集》等。